# Крамаренко, Олег Станиславович
Олег Станиславович Крамаренко (укр. Олег Станіславович Крамаренко; род. 27 августа 1994, Николаев) — украинский футболист, нападающий

## Игровая карьера
Воспитанник СДЮШОР «Николаев» и СДЮШОР «Торпедо». Становился лучшим нападающим детских турниров.
После завершения обучения, выступал за взрослую команду «Торпедо» в любительском чемпионате Украины и в областных турнирах. В дебютном матче забил 2 гола в ворота «Степового».
В июле 2012 года, вместе с ещё двумя «торпедовцами» Севодняевым и Ярчуком, был приглашён в симферопольскую «Таврию». В сезоне 2012/13 провёл 18 матчей в юношеском и 20 — в молодёжном составе симферопольцев. В последнем туре следующего сезона дебютировал в основном составе в Премьер-лиге. В дебютном матче, 16 мая 2014 года против «Ильичёвца» (0:3), Олег действовал на позиции защитника, проведя на поле все 90 минут матча.